# Belonogaster guérini
Belonogaster guérini är en getingart som först beskrevs av Henri Saussure 1853.  Belonogaster guérini ingår i släktet Belonogaster och familjen getingar. Inga underarter finns listade.